# Calvario de Tandil

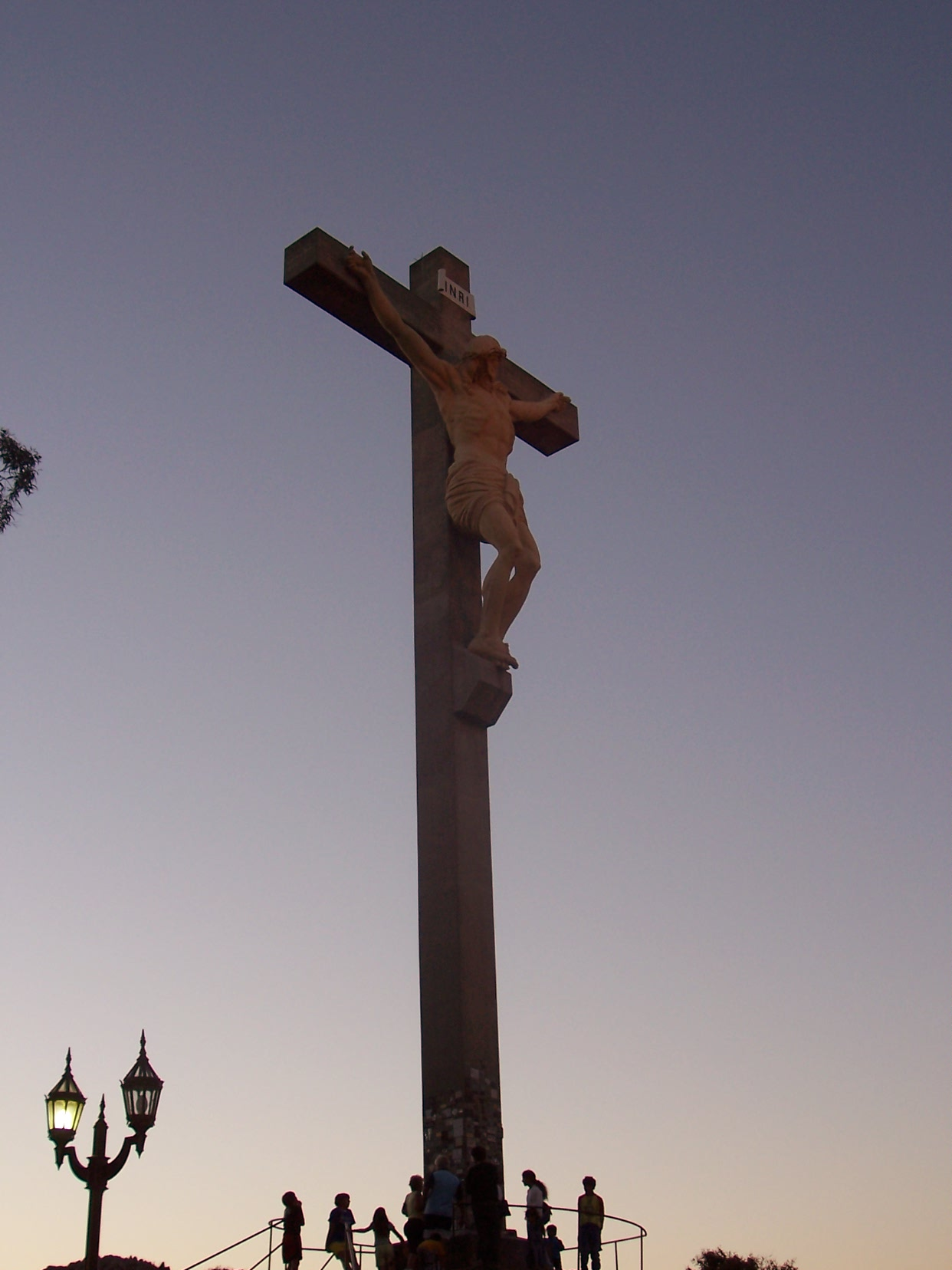
Cruz del Calvario de Tandil.

Calvario de Tandil está ubicado en la ciudad de Tandil, Argentina al inicio de la Av. Mons. de Andrea, es un centro turístico religioso argentino y lugar de peregrinación.

## Construcción
Es el resultado de la iniciativa de los señores Pedro Redolatti y de Monseñor Fortunato Devoto quienes tuvieron la idea.
Se inauguró el 10 de enero de 1943.
Es denominado de esa manera por "el parecido" con el Golgota de Judea.
En 1940 la Sra. Elisa Alvear de Bosch, presidenta de la Sociedad San José de Buenos Aires adoptó con entusiasmo la idea. Se consiguió la donación del cerro y el Ing. Alejandro Bustillo proyectó gratuitamente la obra. La Municipalidad de Tandil cedió el terreno para prolongar la Av. España y la familia Nocetti Campos hizo lo mismo con un cerro vecino. 
En 1942 la primera etapa estaba cumplida y comienzan a plantarse los olivos que adornan la Av. Mons de Andrea.
Con la madera de un alerce donado por el director de parques, Alejandro Bustillo, se construyó la primera cruz de madera cuyas dimensiones eran de 17 metros de alto por 8 de ancho.
Posteriormente deteriorada por el paso del tiempo se la reemplaza por otra de cemento.
La Sra. Ernestina L. de Acosta donó el Cristo realizado en piedra en Francia de 22 metros de longitud y la Sra. Alvear hizo lo mismo con el Santo Sepulcro que sirve de corona para La Piedad de Miguel Ángel.

## Escenas del Vía Crucis

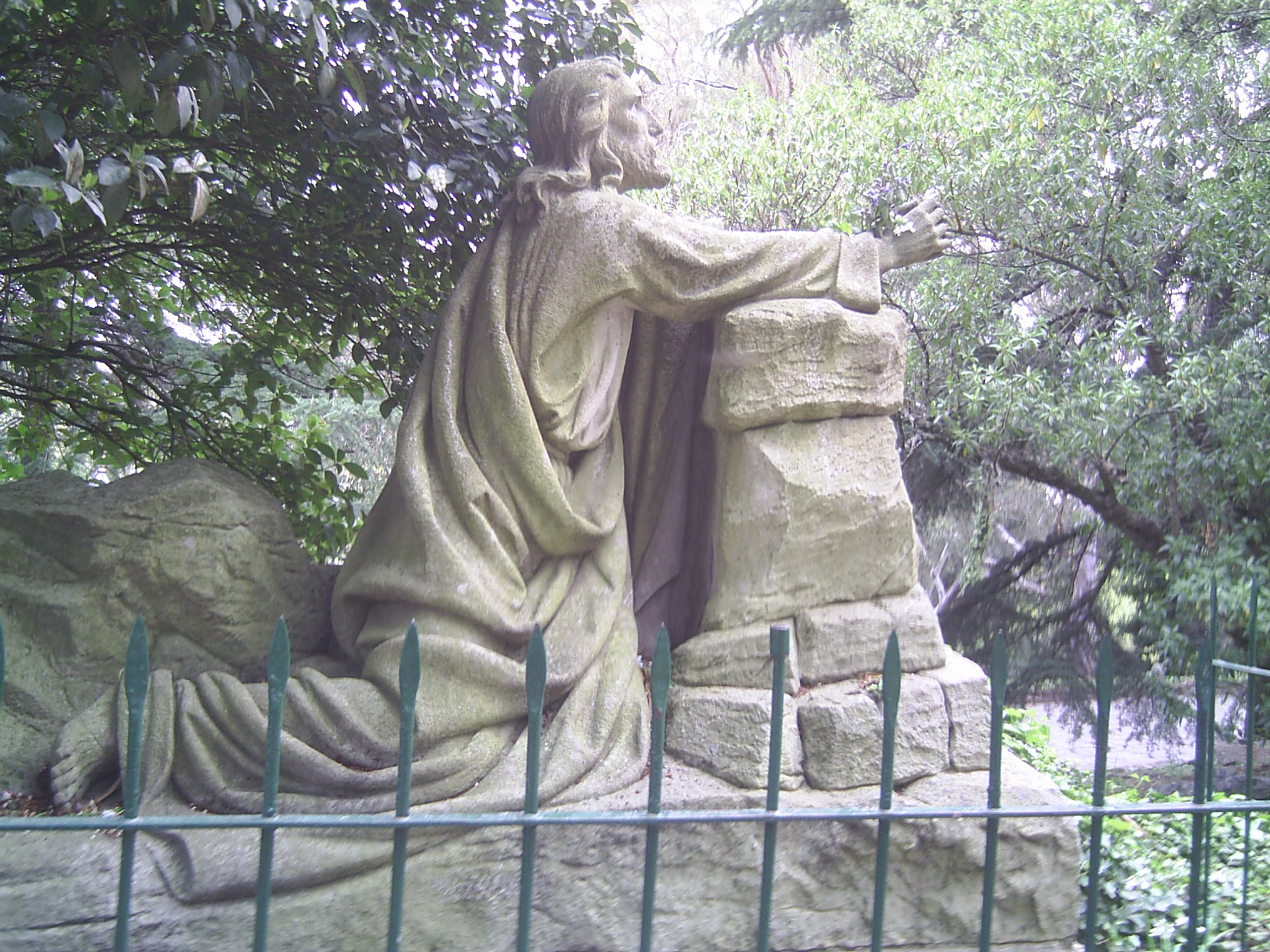
Inicio - Jesús rezando en el huerto de los olivos
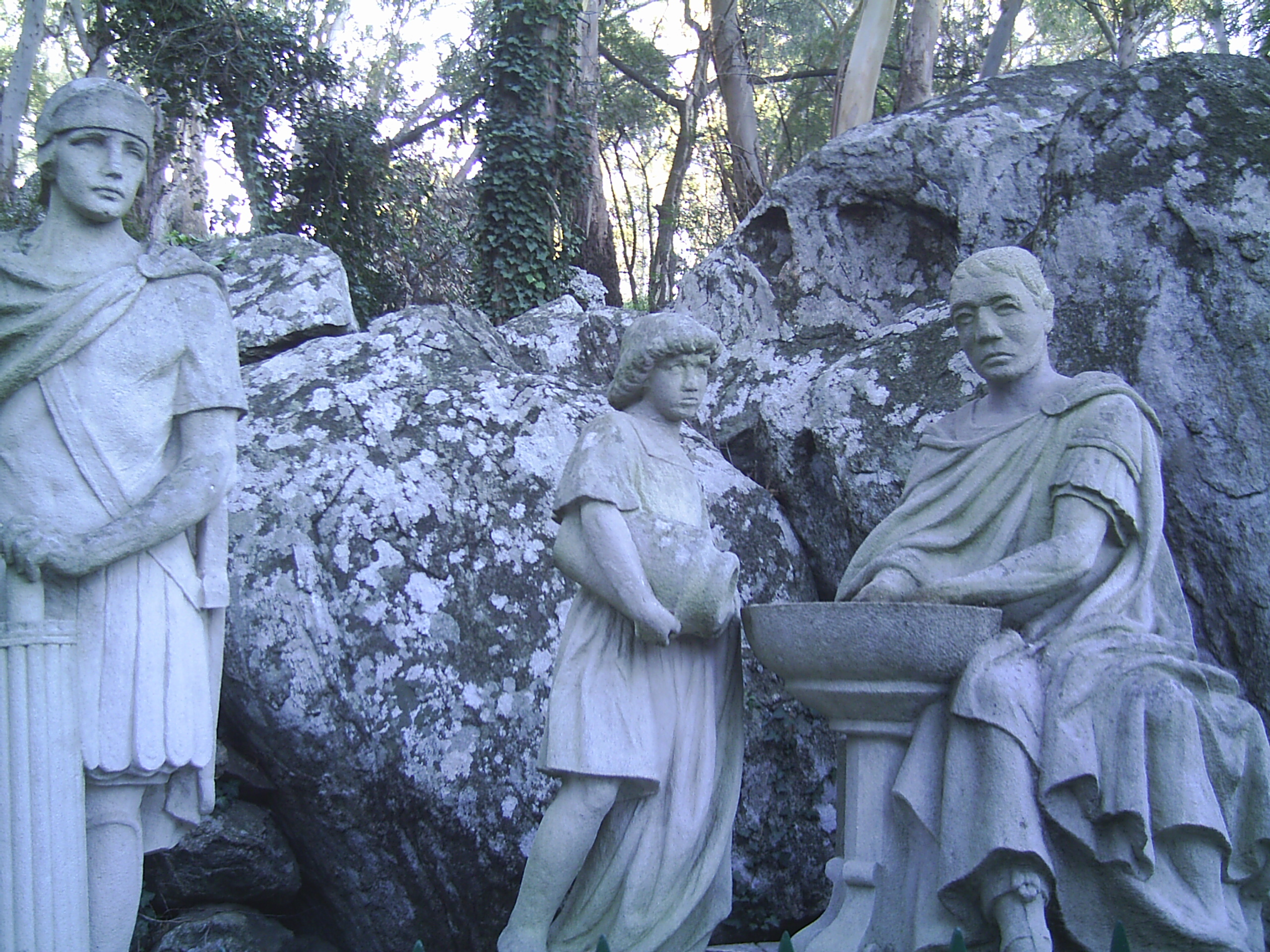
Primera Estación - Jesús es condenado a muerte
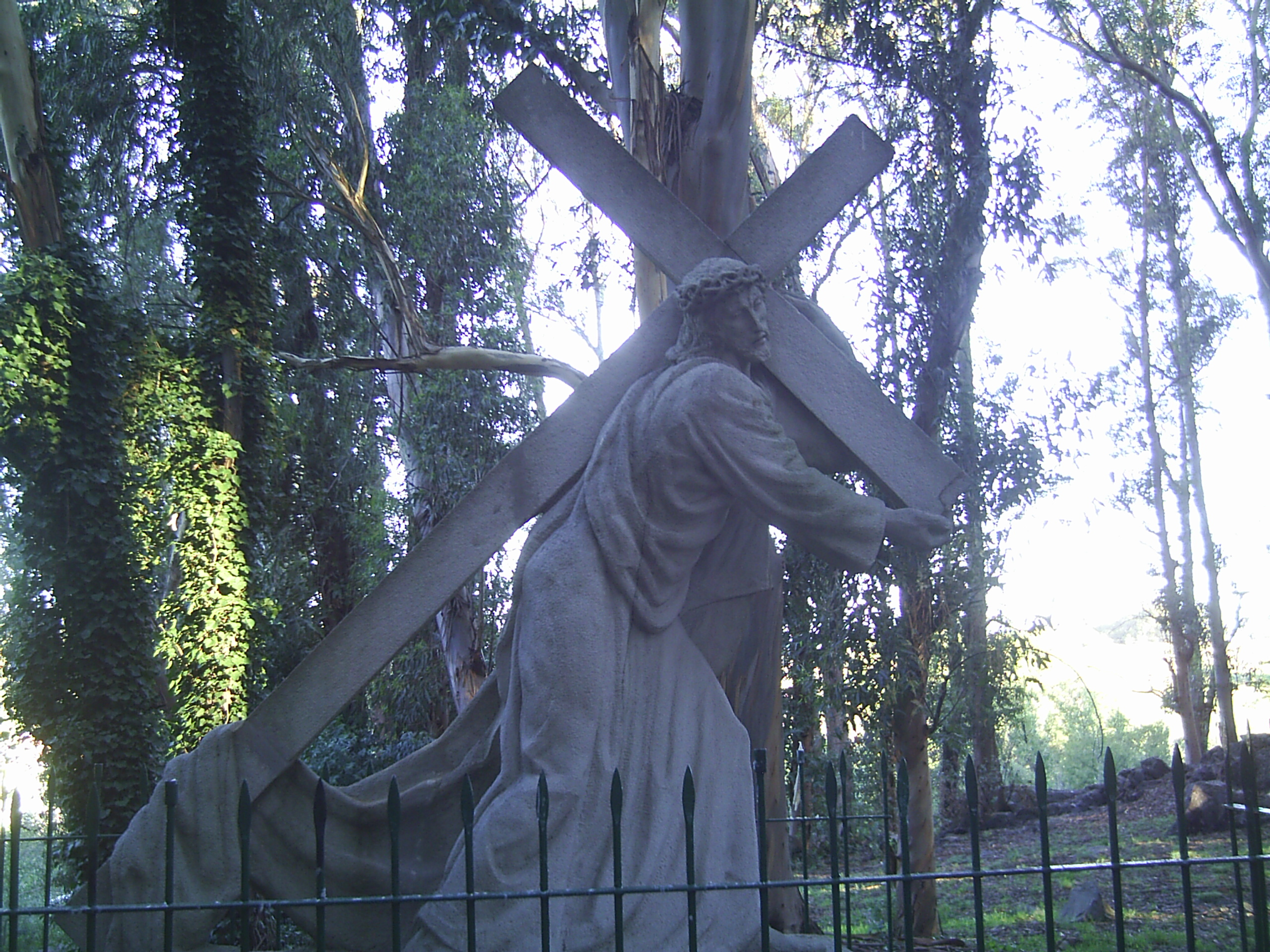
Segunda Estación - Jesús carga con la cruz
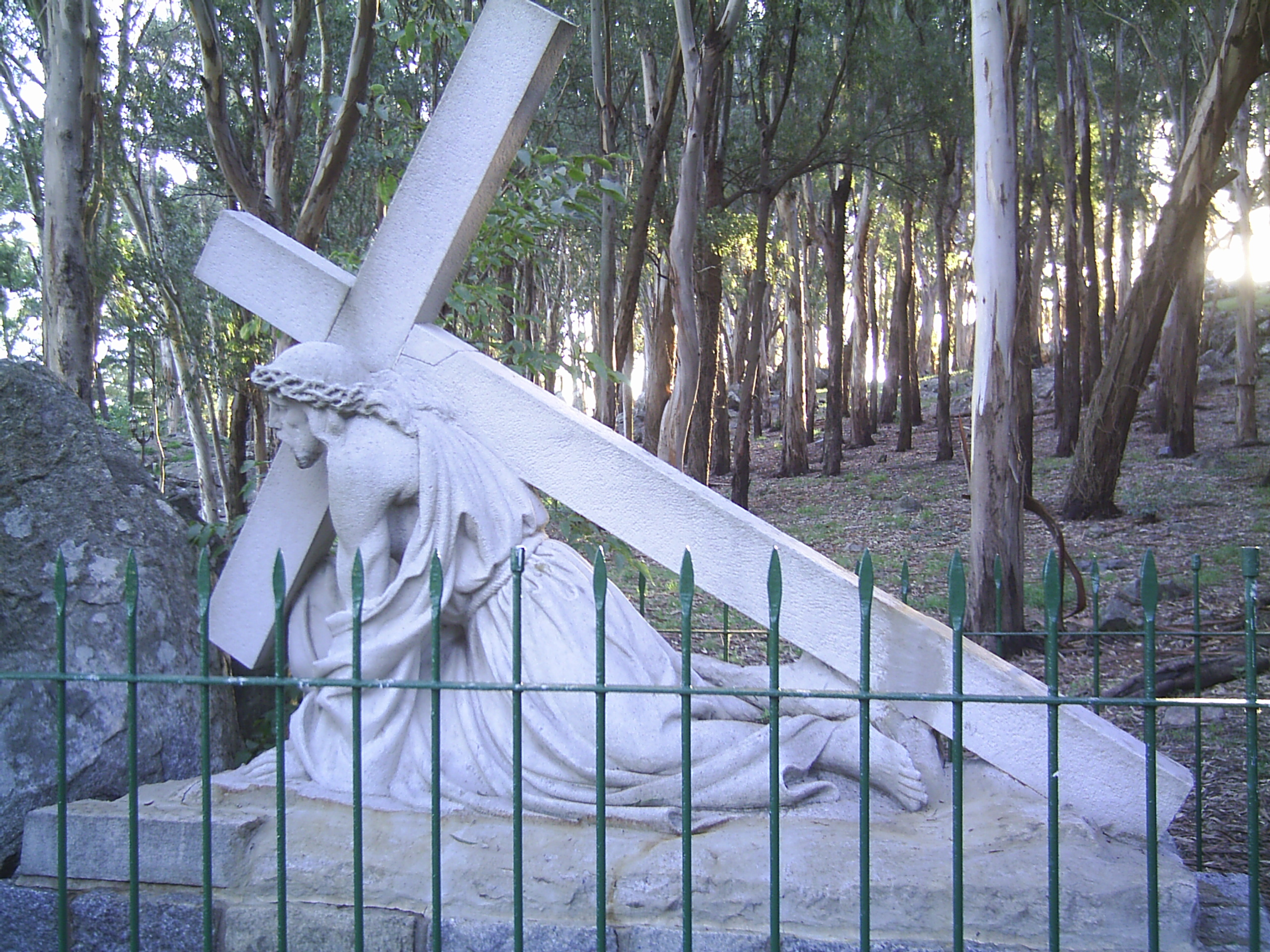
Tercera Estación - Jesús cae por primera vez
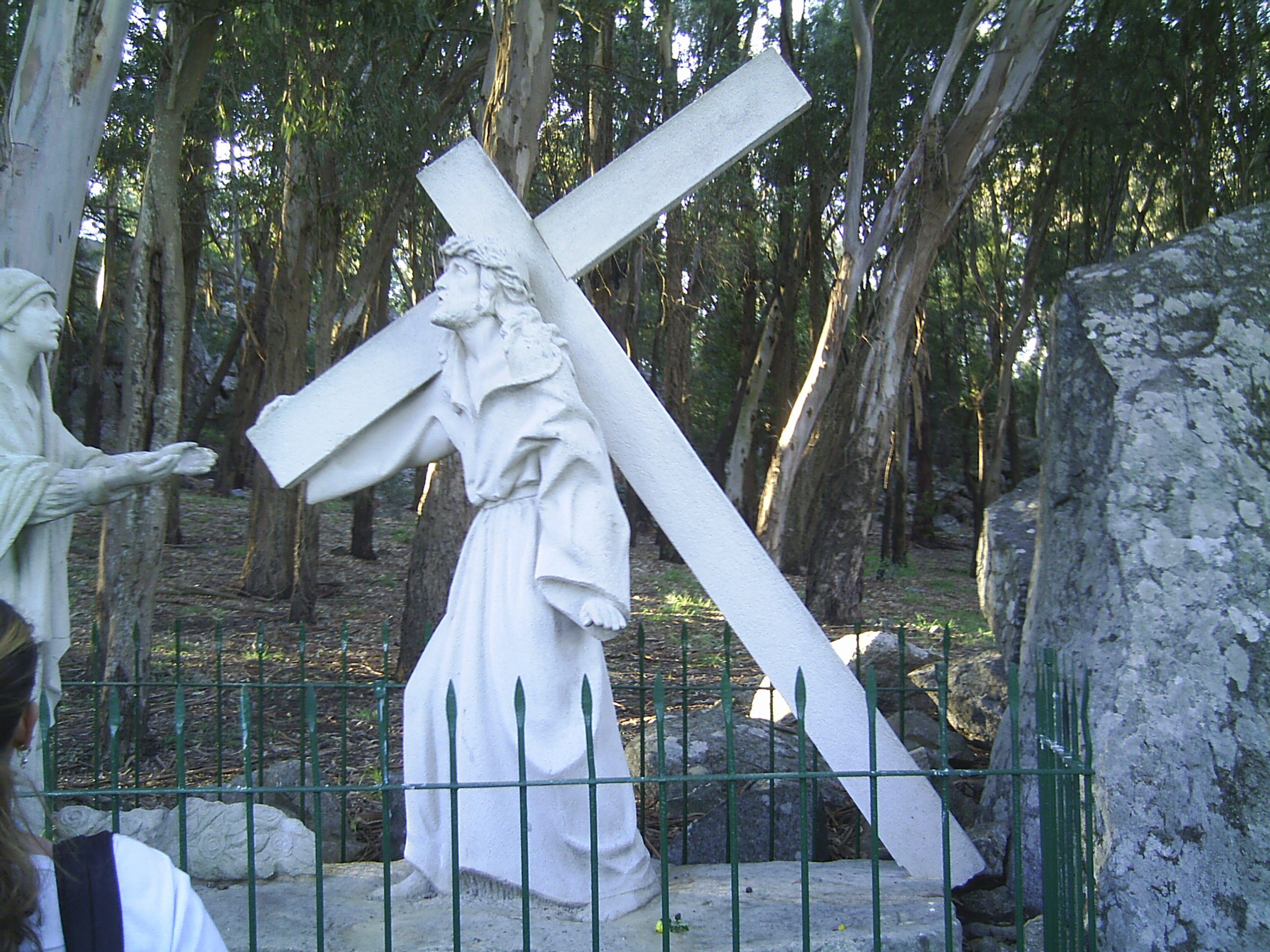
Cuarta Estación - Jesús encuentra a su madre
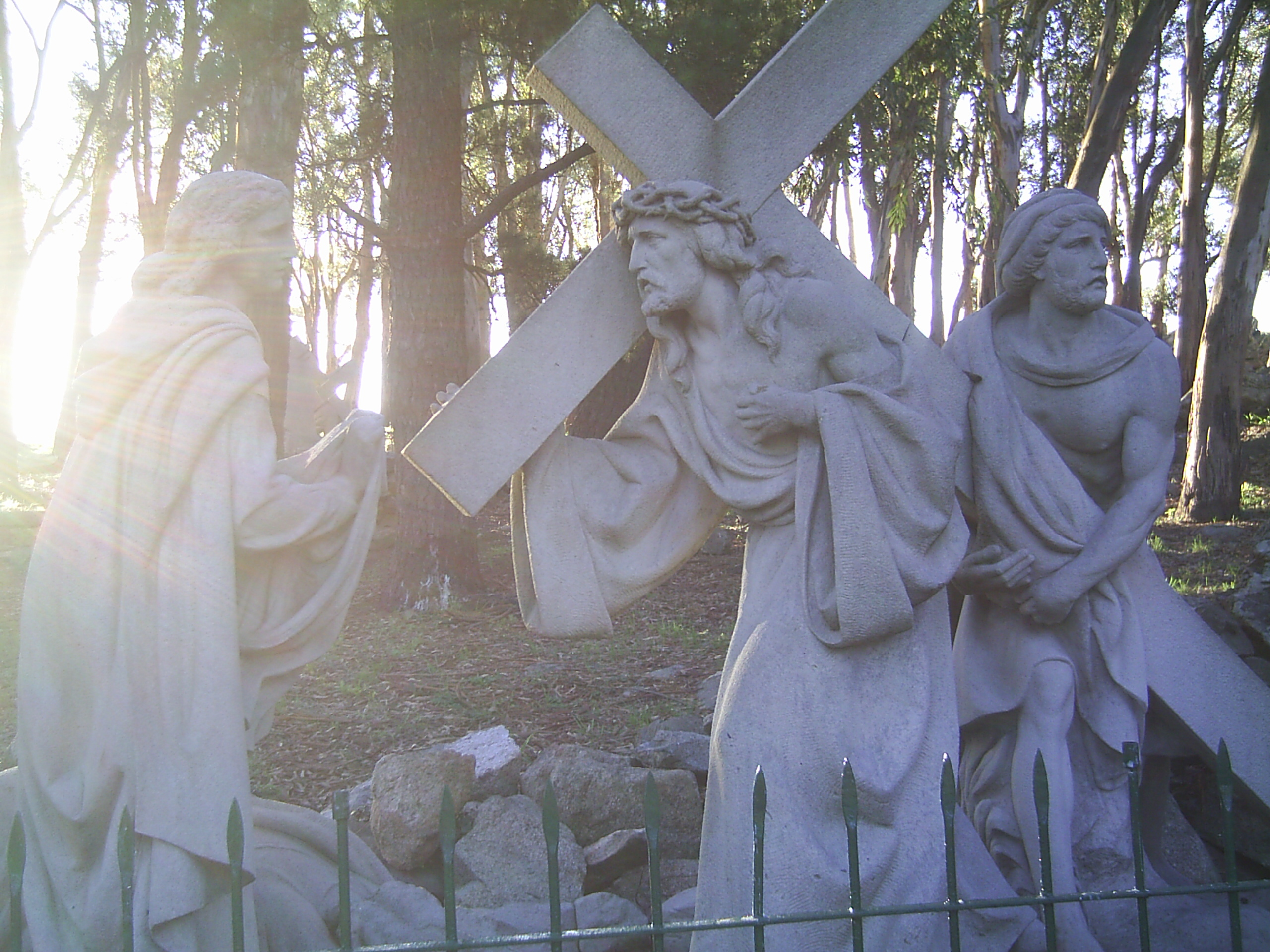
Sexta Estación - La Verónica limpia el rostro de Jesús
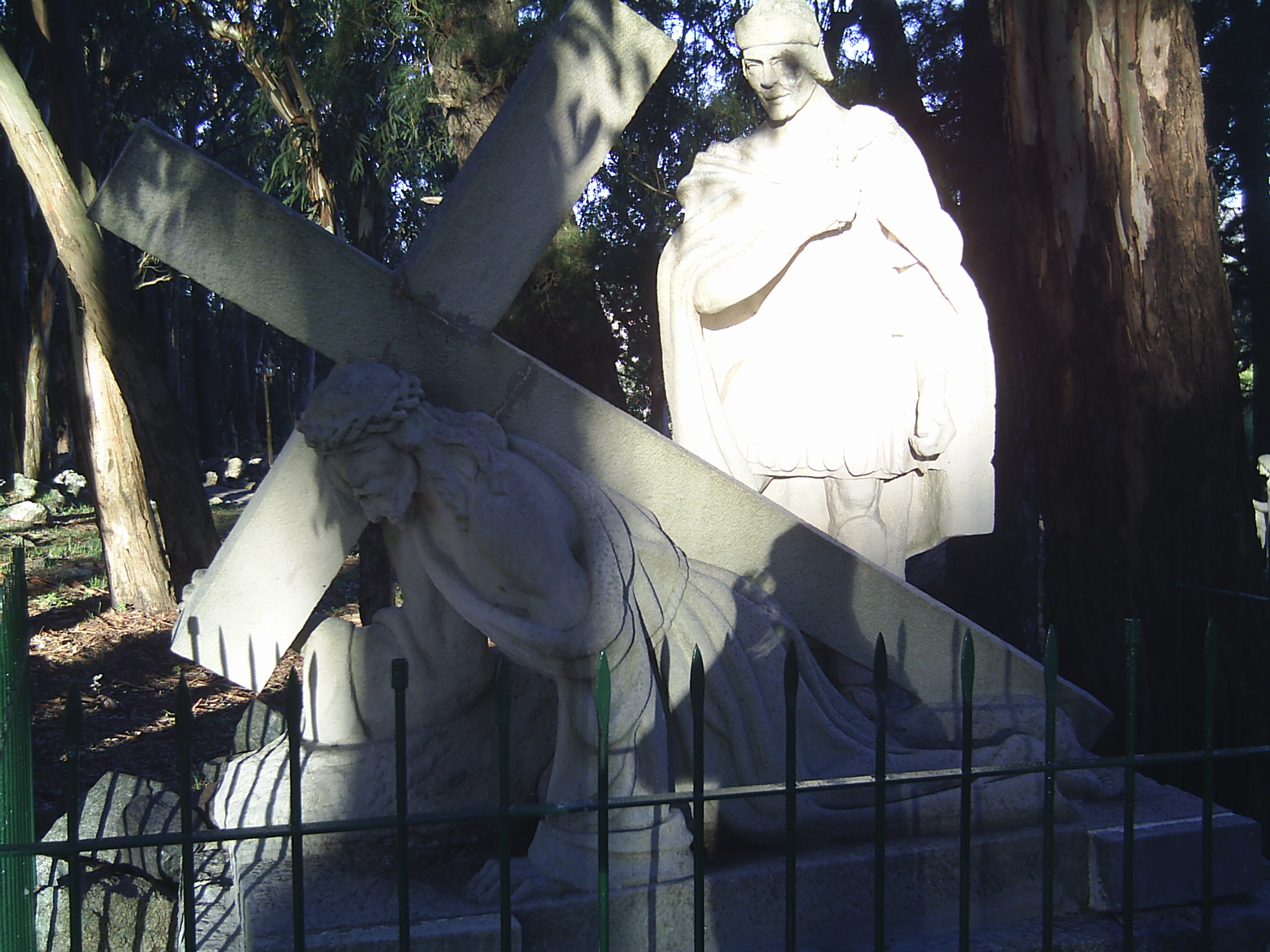
Séptima Estación - Jesús cae por segunda vez
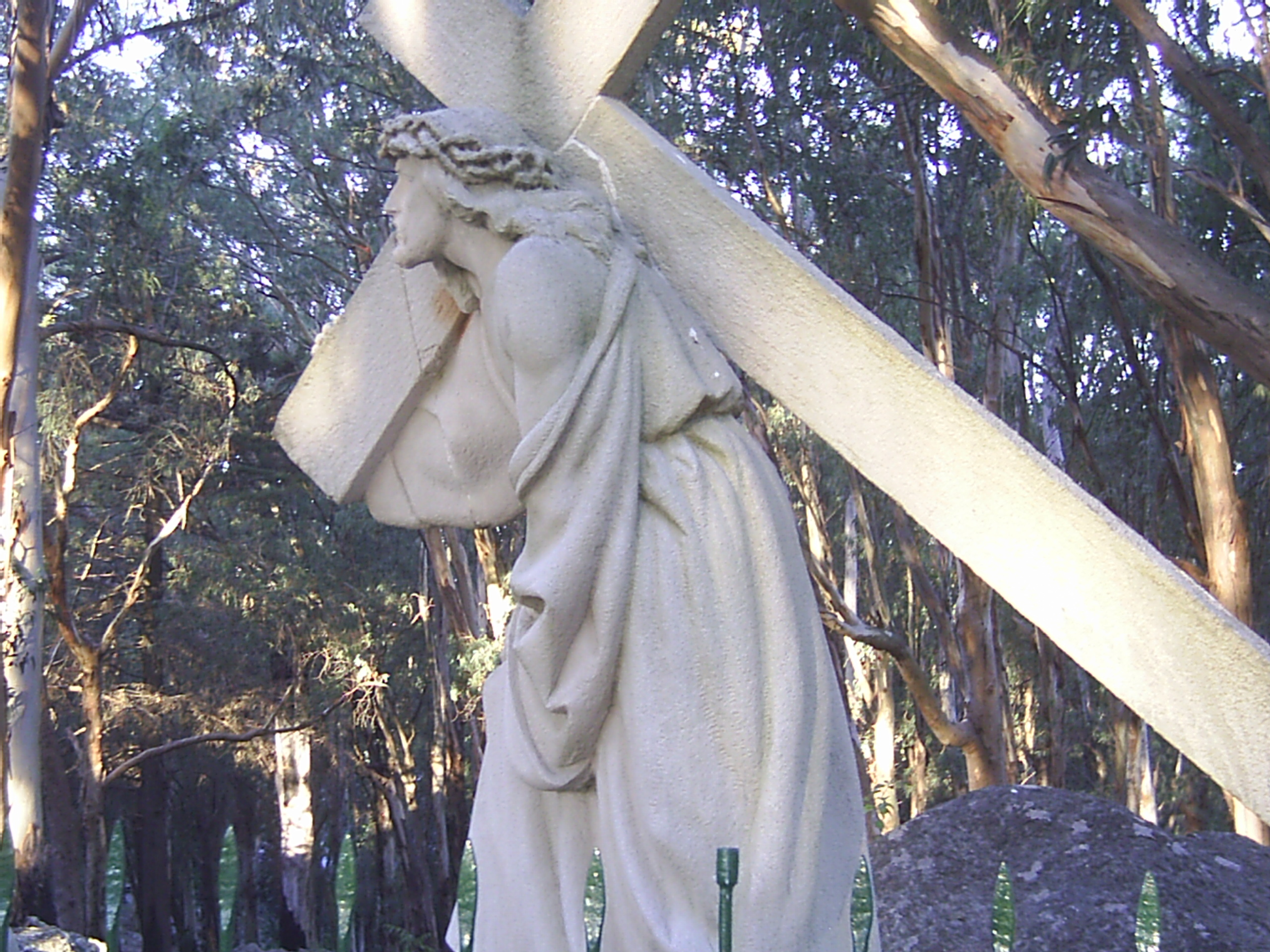
Octava Estación - Jesús consuela a las mujeres de Jerusalén
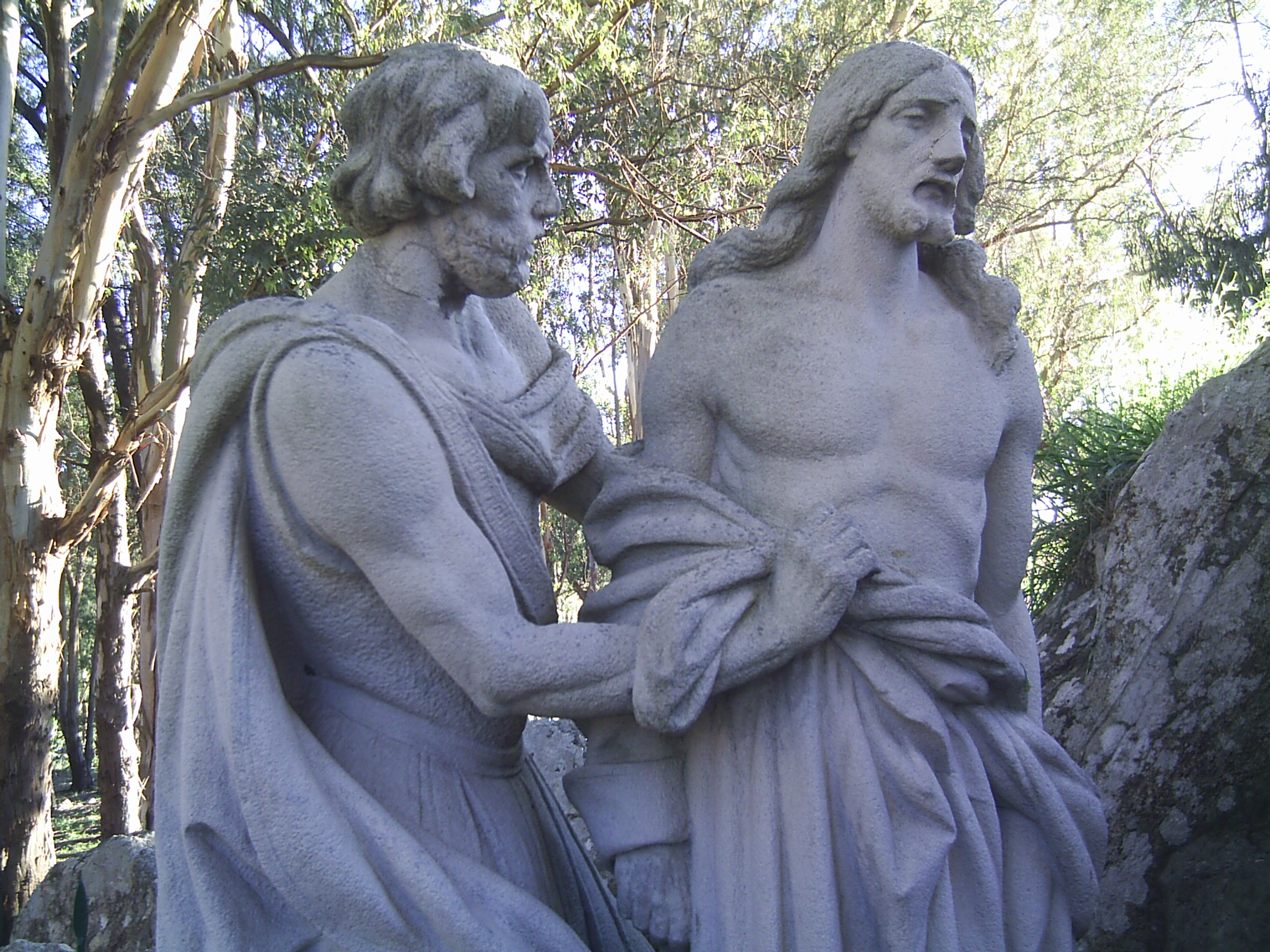
Décima Estación - Jesús es despojado de sus vestiduras
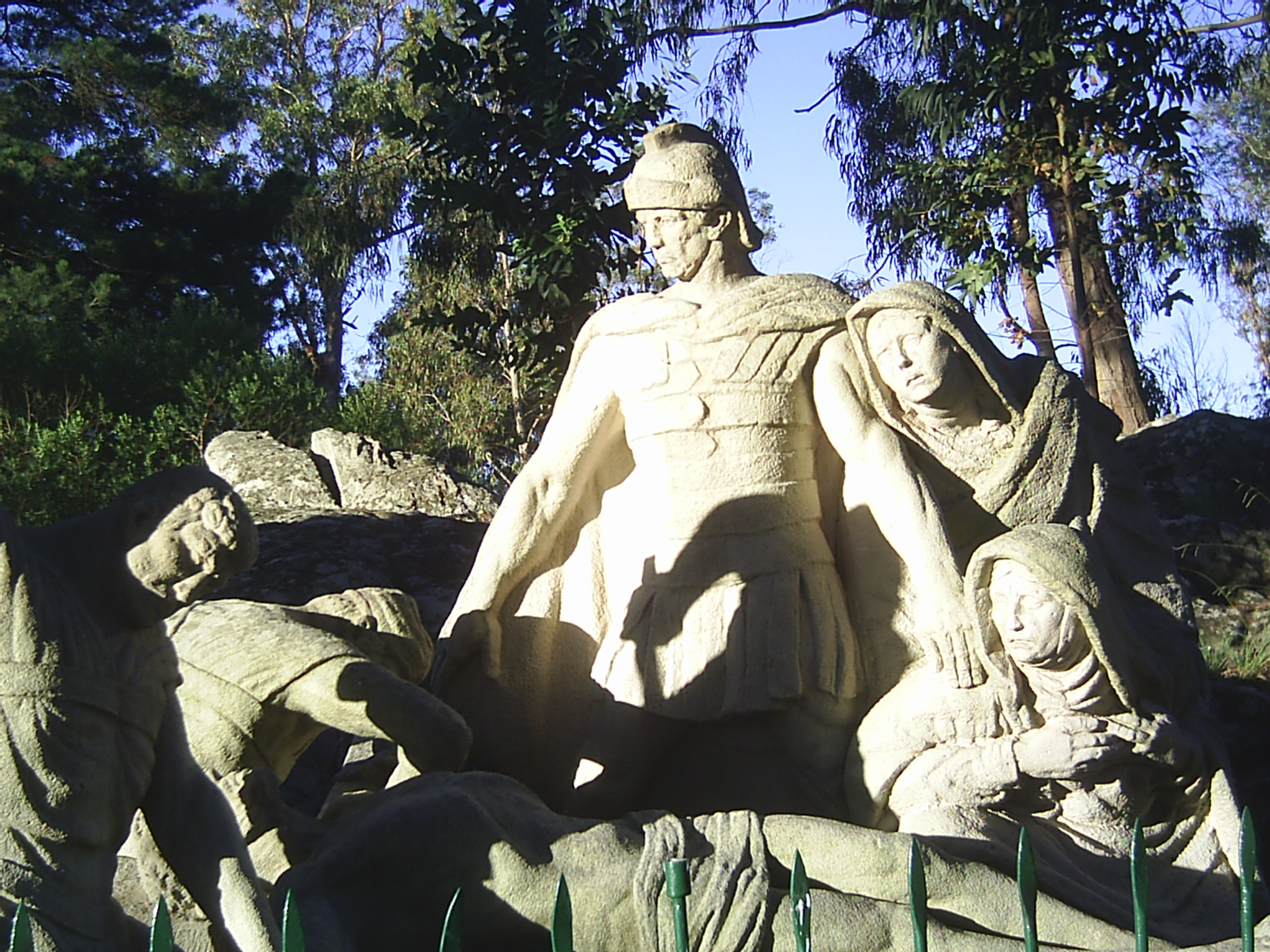
Undécima Estación - Jesús es clavado en la cruz
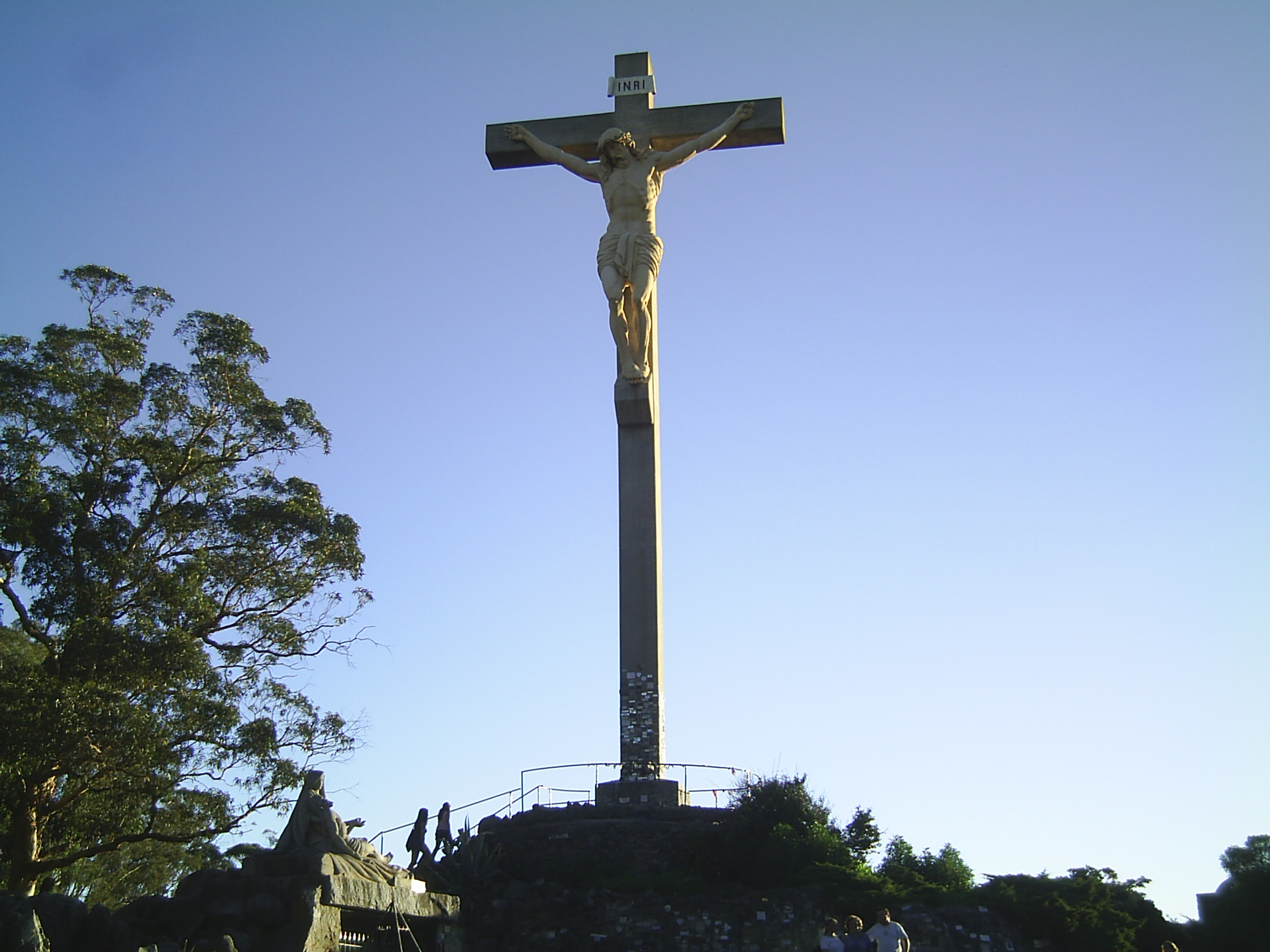
Duodécima Estación - Jesús muere en la cruz
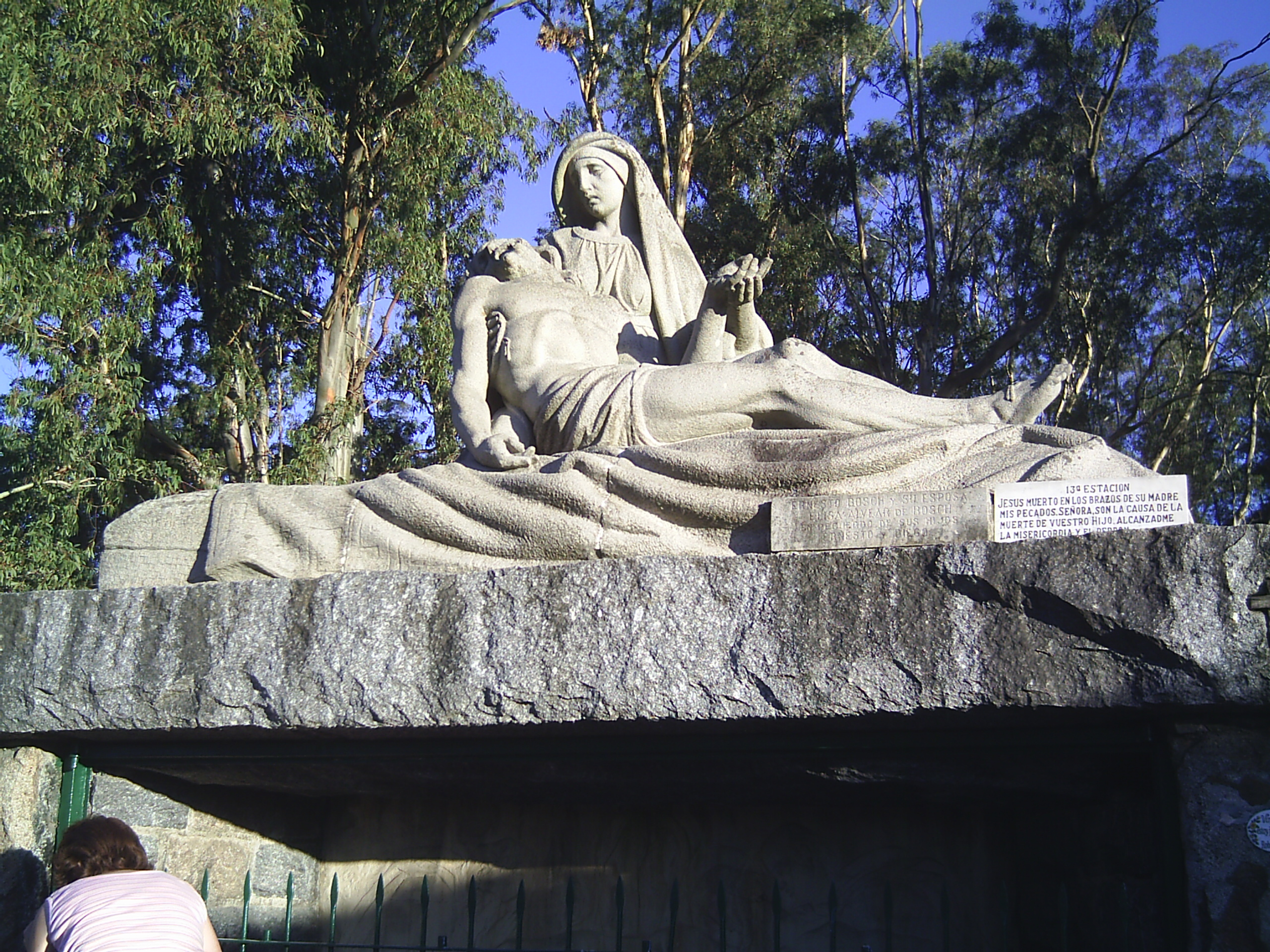
Decimotercera Estación - Bajan a Jesús de la cruz
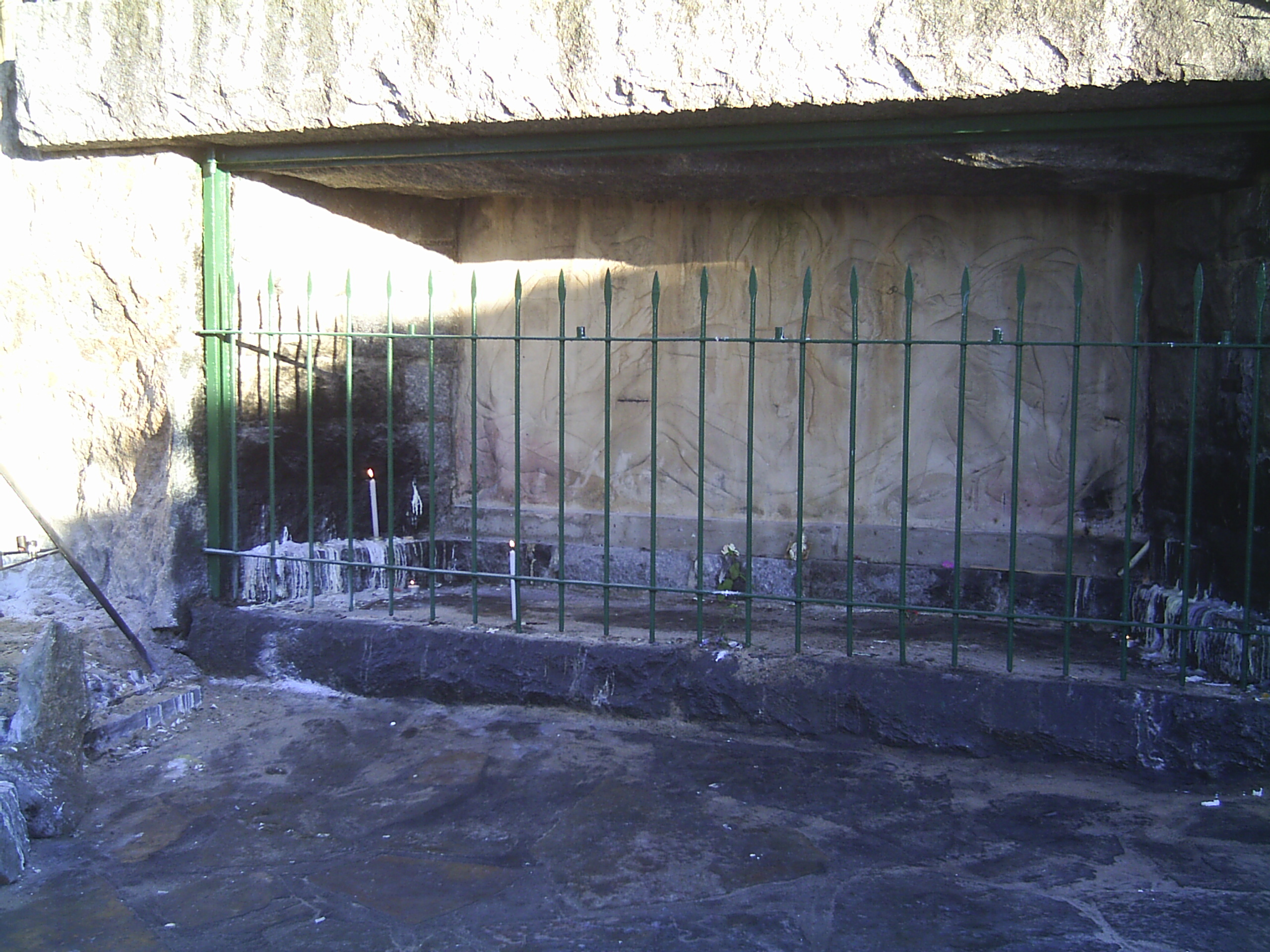
Decimocuarta Estación - Jesús es sepultado